# The Darkness (videogioco)
The Darkness è un videogioco d'azione e avventura in prima persona uscito nel 2007 per PlayStation 3 e Xbox 360. Il gioco è tratto dall'omonimo fumetto, uscito negli Stati Uniti d'America nel 1996.
Il cantante dei Faith No More, Mike Patton, ha dato la voce alla Tenebra, l'entità malefica protagonista del gioco, mentre l'attore Kirk Acevedo ha prestato la sua voce al protagonista umano, Jackie Estacado.
Nel 2012 è uscito il sequel, The Darkness II.

## Trama
Il protagonista Jackie Estacado è un killer al servizio della famiglia mafiosa dei Franchetti. Una notte, Jackie e altri due scagnozzi dei Franchetti, Mike e Nino, sono a bordo di un'auto diretta verso un cantiere. Durante il tragitto, mentre sono inseguiti dalla polizia, Nino muore a causa di un urto violento della macchina contro un muro di una galleria. Purtroppo la corsa finisce nel più tragico dei modi, precipitando nella tromba di un ascensore in costruzione.
Rinvenendo, Jackie aiuta Mike ad uscire dall'automobile ormai completamente distrutta, e riceve delle informazioni sulla sua prossima missione. Mike, prima di morire per le ferite, dona a Jackie un paio di pistole semiautomatiche per difendersi nel cantiere. Dopo una rocambolesca fuga per sfuggire alla polizia, Jackie si ritrova in un cimitero. Qui viene attaccato dagli uomini della famiglia Franchetti, che inspiegabilmente lo hanno tradito. Messo alle strette e braccato dai suoi vecchi compagni, in Jackie si risveglia un oscuro potere: il Potere della Tenebra. Grazie alla Tenebra, entità oscura e dotata di enormi poteri, Jackie elimina facilmente i suoi nemici.
Si dirige quindi a casa della sua ragazza, Jenny, che gli comunica che un suo amico lo stava cercando. A seconda della scelta fatta dal giocatore, Jackie le rivelerà o meno in cosa è coinvolto, dato che lei non sa che in realtà Jackie è un criminale. Prima di andare via Jenny ha comprato una torta di compleanno per Jackie e festeggia con lui il suo ventunesimo compleanno. La Tenebra dentro Jackie, tuttavia, è infastidita da Jenny, poiché ne avverte la purezza di cuore.
Jackie decide di raggiungere Paul Franchetti, suo zio adottivo e boss della famiglia, però tutto va storto quando dei poliziotti corrotti tentano di farlo fuori, senza successo. Tornato indietro e rifugiatosi in una stazione della metropolitana, Jackie scopre dal suo amico Butcher che Paul ha fatto esplodere l'orfanotrofio in cui lui e Jenny sono cresciuti. Sembra inoltre che Paul sapesse che un giorno a Jackie sarebbe apparsa la Tenebra; essa è infatti un essere antico, molto intelligente, che si tramanda di generazione in generazione nella famiglia Estacado, e che si manifesta all'ospite sempre nella notte del suo ventunesimo compleanno, per poi prendere gradualmente il totale controllo della sua mente, inducendolo ad uccidere altri malvagi (dato che agisce in simbiosi con l'ospite, se l'ospite è malvagio la Tenebra si comporta di conseguenza, inducendolo ad uccidere altre persone malvagie come lo è l'ospite). Paul aveva adottato Jackie per sfruttare tale potere a suo vantaggio nei suoi affari criminosi, salvo poi venirne spaventato in quanto un giorno Jackie avrebbe potuto usarla a sua volta per ucciderlo e divenire il capo della famiglia Franchetti.
Jackie, furioso per essere stato tenuto all'oscuro di tutto e per essere stato tradito, si reca in un deposito di soldi di Paul e brucia tutti i suoi risparmi, per vendetta. Venuto a sapere di tale avvenimento, Paul, aiutato dal comandante della polizia Eddie Shrote, uomo spregevole e corrotto sul suo libro paga, decide a sua volta di vendicarsi del nipote, rapendo la sua amata Jenny. Jackie accorre allora in suo soccorso, ma quando arriva alla stanza dov'è rinchiusa la ragazza, viene posseduto e immobilizzato dalla Tenebra. Paul uccide quindi la ragazza davanti agli occhi allibiti di Jackie, impotente e incapace di reagire poiché bloccato dall'entità, che l'ha costretto ad assistere alla scena. La Tenebra riteneva Jenny un ostacolo per controllarlo e uccidendola crede che Jackie piomberà nell'oscurita più assoluta trasformandosi così in un mostro assetato di sangue. Jackie riesce infine a liberarsi e ad entrare dopo che Paul e Shrote sono scappati, ormai tardi.
Jackie, preso dalla disperazione, si suicida sparandosi in bocca con la pistola che ha ucciso Jenny. L'entità, percependo cosa avrebbe voluto fare tenta di fermarlo, ma inutilmente. Jackie si risveglia infine in una sorta di oscuro aldilà, un mondo devastato dalla prima guerra mondiale dove incontra il suo bis-bisnonno, Anthony Estacado, che come Jackie è stato portatore della Tenebra e che spiega di essere stato lui a portarla nella famiglia. Egli guida Jackie in modo da recuperare le Pistole della Tenebra, armi potentissime che possono aiutare Jackie nella sua lotta contro Paul, ma appena riesce ad entrare nel luogo dove sono custodite, la Tenebra lo riporta di nuovo nel nostro mondo.
Jackie va a trovare sua zia Sarah, che lo ha cresciuto come un figlio, che lo convince a porre fine alla storia dei poliziotti corrotti, i quali sono stati assoldati da Paul per aiutarlo a eliminare Jackie. Andando a Gun Hill, Jackie tenta di uccidere senza successo Eddie Shrote, ma riesce a rubargli una valigetta molto importante che rivuole indietro a tutti i costi.
Jackie decide allora di nasconderci una bomba all'interno e di riconsegnarla a Shrote, per farlo saltare in aria. Si danno quindi appuntamento in una chiesa per lo scambio, ma al suo arrivo Jackie scopre che Shrote e i suoi uomini hanno piazzato centinaia di fari dentro l'edificio, in modo da impedire l'uso dei poteri della Tenebra.
Jackie si batte coraggiosamente contro i poliziotti corrotti pur non disponendo della Tenebra, ma viene catturato e immobilizzato. Shrote, credendo di aver definitivamente vinto, prende tra le mani la valigetta, che esplode: il piano di Jackie ha avuto successo, ma anche lui viene coinvolto nell'esplosione e si risveglia nuovamente nell'altro mondo.
Qui Jackie, aiutato dal suo bisnonno, riesce a entrare in possesso delle Pistole della Tenebra, ma quest'ultima tenta di prendere controllo della mente di Jackie, soggiogandolo al suo potere. Jackie riesce a ribellarsi ma è costretto ad affrontare un mostro creato dalla Tenebra, che nella lotta ferisce gravemente Anthony. Ormai morente, l'uomo dice addio a Jackie e spiega che da secoli era intrappolato in quel mondo a causa della Tenebra e aspettava solo di poter morire; infine spira, chiedendo al giovane di non dimenticarlo.
Sconfitto il mostro, Jackie entra in un castello dove affronta la parte oscura di se stesso, il suo "io" malvagio. Jackie lo attacca ma nota che più colpisce con collera, e più la Tenebra diventa forte. Allora capisce che l'unico modo di sconfiggerla è accettarla dentro sé stesso, smettendo di incolparsi per la morte dei suoi cari e pentendosi delle azioni criminose che ha fatto nella sua vita.
Jackie riesce così a mettere a tacere la Tenebra, vincendo lo scontro e risvegliandosi davanti all'orfanotrofio in rovina. Decide poi di ritornare da sua zia per avere un consiglio su cosa dover fare. Zia Sarah gli confida che Paul lavorava con un'altra famiglia di Chicago, e gli suggerisce di rovinare quest'alleanza per metterlo in ginocchio. Jackie decide allora di spacciarsi per un uomo di Paul e s'infiltra nella famiglia di Chicago, per poi massacrare tutti e far ricadere la colpa dell'accaduto sui Franchetti.
Di ritorno a casa della zia, Jackie scopre che è sotto assedio degli uomini di Paul, che voleva morta zia Sarah per vendicarsi di Jackie, ma l'attacco viene respinto da lui e dai suoi amici Butcher e Jimmy, giunti in soccorso. Intanto Jackie è venuto a sapere che è prevista un'eclissi per il giorno dopo.
Deciso a porre fine una volta per tutte a questa, Jackie si dirige verso il nascondiglio di Paul, una grande villa situata su un isolotto con faro vicino a Manhattan, dove elimina tutti i suoi sicari. In aiuto di Jackie c'è anche l'eclisse, che copre il sole permettendogli così di usare pienamente i suoi poteri. Stranamente essi si rivelano ancora più potenti, radendo al suolo l'intera abitazione. Paul cerca disperatamente di trovare riparo dalla furia di Jackie nascondendosi in cima al faro. Tuttavia Jackie lo raggiunge: Paul implora pietà mista ad insulti e cerca persino di offrirgli una posizione migliore nella famiglia, ma il ragazzo, furioso per tutto il male subìto e circuito anche dalla Tenebra, lo uccide. Morendo, Paul lo manda all'inferno; improvvisamente la Tenebra reclama l'anima di Jackie, e si fa tutto buio.
L'ultima sequenza mostra Jackie risvegliarsi ancora, stavolta sdraiato sul grembo di Jenny sulla panchina di un parco, ma il luogo è strano. Quando lui le chiede dove si trovino, in quanto era sicuro che la ragazza fosse morta, lei gli risponde che hanno solo pochi minuti per dirsi addio. Lui le chiede scusa per tutto, ma lei lo rincuora dicendo che non ha fatto niente per cui essere dispiaciuto. Prima che lo schermo sfumi nel nero, alla domanda di Jackie "Sto sognando?", lei risponde "Sì" per poi esortarlo a svegliarsi.

## Personaggi principali
- Jackie Estacado: il protagonista della storia, Jackie è un giovane di origini ispaniche. Cresciuto in un orfanotrofio, venne adottato da Paul Franchetti, che divenne il suo "zio" adottivo e lo introdusse fin da giovanissimo al mondo della malavita, trattandolo però sempre male e con scarsa considerazione. Nonostante la vita per lui sia stata difficile e lo abbia costretto a commettere diversi crimini, è di nobili principi e dal cuore buono; fedele e devoto a chi tiene ma vendicativo e spietato coi suoi nemici. Jackie scopre la notte del suo ventunesimo compleanno di possedere un potere demoniaco ereditario, tramandatosi per generazioni nella famiglia Estacado, proprio nel momento in cui suo zio lo condanna a morte, costringendolo alla fuga.
- La Tenebra: entità antica e senziente, che si manifesta in forma fisica dietro le spalle dell'ospite come una nebbia nera dalla quale spuntano due serpi demoniache dai denti affilati con gli occhi fiammeggianti, mentre vive sempre dentro l'ospite. Questo essere dai poteri devastanti è molto intelligente, infido e diabolico e può comunicare con l'ospite, cercando di ingannarlo e di manovrare le sue azioni, dato che la sua natura simbiotica lo costringe a cercare un ospite umano per sopravvivere. Cerca di portare Jackie dal lato oscuro e di controllarlo a suo piacimento, ma si dovrà scontrare con la forza d'animo del ragazzo, che non è disposto a farsi dominare per nessuna ragione.
- Paul Franchetti: zio adottivo di Jackie. Boss mafioso spregevole e senza scrupoli, oltre che codardo e vile, cerca in tutti i modi di eliminare Jackie perché spaventato dalla Tenebra che il ragazzo possiede, in quanto crede che un giorno Jackie potrà usarla per ucciderlo e diventare capo della famiglia Franchetti.
- Anthony Estacado: bis-bisnonno di Jackie, colui che ha portato la Tenebra nella famiglia; lo si incontra come soldato dopo il suicidio di Jackie, in quello che sembra essere l'Inferno. Sarà una guida e un sostegno prezioso per Jackie e lo esorterà fino alla fine a non lasciarsi corrompere dalla Tenebra, mostrandogli anche come combatterla.
- Jenny Romano: migliore amica di Jackie da quando erano piccoli, crebbe con lui all'orfanotrofio e rimasero sempre insieme fin quando Jackie non venne adottato da Paul, separandosi. Rincontratisi da grandi, si sono fidanzati. Ragazza allegra, tenace e amorevole, è ignara del fatto che Jackie sia un killer per la famiglia Franchetti, e pensa che lavori semplicemente per suo zio. Verrà rapita ed uccisa da quest'ultimo, ma il suo spirito e il suo ricordo saranno fondamentali per aiutare Jackie a combattere per la sua vita.
- Zia Sarah: zia adottiva di Jackie e caposaldo della famiglia Franchetti. Molto amata da tutti i membri della famiglia, ha cresciuto Jackie come un figlio nel rispetto e nell'affetto, tanto che lui parla di lei come quella che gli ha "insegnato a vivere". Quando scopre del tradimento della famiglia ai danni di Jackie non esita a schierarsi dalla parte del ragazzo, sfidando le ire di Paul.

## Modalità di gioco
Il gioco è ambientato nella città di New York ai giorni nostri, quasi esclusivamente di notte e in luoghi bui. Nelle opzioni è possibile regolare luminosità e gamma dei colori per adattarli alle proprie esigenze, ed è presente un "regolatore" di violenza per decidere se mostrare il sangue nella storia oppure no.
Il giocatore interpreta il ruolo di Jackie Estacado, assassino mercenario al servizio della famiglia mafiosa Franchetti che si ritrova a dover controllare il potere della Tenebra e a lottare per la propria vita.
Il gameplay consente di scegliere fra azione di gioco furtiva (tipicamente stealth, in cui torneranno molto utili le abilità della Tenebra) o azione di gioco frenetica (con molteplici combattimenti e sparatorie, assumendo quindi la concezione vera e propria di sparatutto in prima persona). Il giocatore può scegliere se usare armi da taglio o da fuoco, o se fare utilizzo degli oscuri poteri della Tenebra (vedi paragrafo seguente). In questo ultimo caso è possibile evocare i Darkling, dei demoni infernali specializzati in diversi campi, ognuno con una sua peculiare abilità, che aiuteranno Jackie in diverse occasioni. Le armi da fuoco prevedono una coppia di pistole - semiautomatiche o revolver, a seconda di ciò che si raccoglie -, una coppia di mitragliette, un fucile a pompa, un fucile d'assalto, un fucile tattico e dei mitragliatori pesanti. Nell'aldilà il giocatore si ritroverà con armi risalenti al primo conflitto mondiale.
È possibile recuperare salute divorando i cuori dei nemici una volta uccisi. La Tenebra è utilizzabile solo nelle zone buie, in quanto la luce la danneggia e la fa scomparire. È possibile comunque sparare alle fonti di luce - lampioni, proiettori, lampade al neon, ecc.- per guadagnare oscurità in cui far rigenerare e usare i poteri della Tenebra.
All'interno del mondo di gioco ci si può spostare liberamente fra una missione e l'altra in diversi quartieri e zone di New York City. Un sistema di metropolitane con due stazioni principali consente al giocatore di spostarsi tra le aree. Mentre la trama principale è abbastanza lineare, richiedendo al giocatore di visitare ogni area in un certo ordine, il giocatore può intraprendere missioni secondarie parlando con personaggi casuali, alcuni dei quali conoscenti di Jackie, che vagano per le stazioni della metropolitana. Il completamento di missioni secondarie fa guadagnare al giocatore un numero di telefono come collezionabile, che può essere utilizzato su qualsiasi telefono pubblico per sbloccare contenuti extra; questi oggetti, oltre che essere in possesso di questi personaggi, si possono trovare sparsi in tutta la città. Anche nell'aldilà sono presenti collezionabili, stavolta sotto forma di lettere mai inviate, che il giocatore può imbucare in una delle cassette delle lettere presenti a New York una volta tornato, sbloccando ulteriori contenuti. Nel gioco, nelle televisioni situate in vari luoghi della città, con cui si può anche interagire, viene mostrato il film Il buio oltre la siepe; il giocatore è in grado di guardare l'intero film se rimane immobile davanti a una particolare televisione del gioco. Inoltre viene trasmesso il film L'uomo dal braccio d'oro, un episodio completo della serie tv di Flash Gordon del 1954, il film Gekitotsu! Satsujin ken con Sonny Chiba, vari cartoni animati di Braccio di Ferro e Gabby e alcuni videoclip di canzoni esistenti.
Durante i caricamenti sono presenti degli intermezzi filmati in cui Jackie racconta degli aneddoti riguardanti la sua vita.
È presente anche una modalità multiplayer online nella quale si impersonerà un umano che può trasformasi in Darkling. In forma umana il giocatore può contare su un letale arsenale di armi da fuoco e da taglio, ma è piuttosto debole in salute e agilità. In forma di Darkling si è notevolmente più veloci e agili, ma non si possono impugnare armi. Le modalità di gioco comprendono il Deathmatch (tutti contro tutti), in singolo o a squadre, Cattura la bandiera (nella quale bisogna rubare la bandiera della squadra avversaria) e Sopravvissuto (uno contro tutti gli altri).
Il gioco in Italia è stato distribuito in inglese con sottotitoli in italiano.

## Poteri della Tenebra
- Tenebra Strisciante: è il primo potere che si ottiene dopo l'avvento della Tenebra. Una delle due teste di demone ai fianchi di Jackie "striscia" silenziosa, rimanendo invulnerabile ai colpi nemici. È l'ideale per uccidere i nemici da lontano o aprire porte chiuse attraverso stretti cunicoli (es. condotti di ventilazione, grate semiaperte, ecc.).
- Braccio Demoniaco: è il secondo potere che si ottiene dopo l'avvento della Tenebra. Un tentacolo spunta all'improvviso dalla schiena di Jackie, trafiggendo/scaraventando l'avversario ad una lunga distanza. È l'ideale per distruggere le fonti di luce senza sprecare munizioni e liberare il passaggio da pesanti ostacoli (es. campane, assi, ecc.).
- Pistole della Tenebra: è il terzo potere che si ottiene dopo l'avvento della Tenebra. Due pistole caricate con energia oscura rilasciano sui nemici una potentissima scarica elettrica. È l'unico potere in grado di controllare la forza della Tenebra.
- Buco Nero: è il quarto e ultimo potere che si ottiene dopo l'avvento della Tenebra. I due demoni creano un buco spazio-temporale che risucchia ogni cosa sullo scenario, nemici compresi. È l'ideale per sbarazzarsi degli avversari in modo rapido ed indolore.
- Evoca Darkling: grazie a questa abilità, si potranno evocare dei demonietti che aiuteranno Jackie in varie occasioni (vedi paragrafo seguente).

## Darkling
I Darkling sono delle sotto-specie di goblin evocabili tramite il Potere della Tenebra che aiuteranno Jackie durante il corso dell'avventura. È possibile evocarli tramite un Portale dei Darkling.
- Darkling Berserker: è il primo demone che si ottiene dopo l'avvento della Tenebra. Utilizza qualsiasi cosa per affettare i nemici di Jackie e sono ottimi capri espiatori per le trappole piazzate dai mafiosi. Agiscono meglio in mancanza di luce. Se bersagliati a lungo dai colpi dei nemici, si disintegrano. Si possono evocare più Darkling alla volta.
- Darkling Pistolero: è il secondo demone che si ottiene dopo l'avvento della Tenebra. Armato di una mitragliatrice a sei canne rotanti, è ottimo per sbarazzarsi dei nemici rimanendo a distanza.
- Darkling Kamikaze: è il terzo demone che si ottiene dopo l'avvento della Tenebra. Scovati i nemici, il Kamikaze si lancia su di loro e si fa esplodere. Ottimo per sbarazzarsi di consistenti gruppi di nemici.
- Darkling Eliminaluce: è il quarto e ultimo demone che si ottiene dopo l'avvento della Tenebra. Con il contatore elettrico che porta sulla schiena, questo demone è utile per eliminare le fonti di luce.

## Cuori
Uccidendo i nemici, è possibile divorarne il cuore grazie alla Tenebra. I cuori rappresentano i potenziamenti che la Tenebra può acquisire. Dopo un certo numero di cuori, la Tenebra sale di livello, diventando più potente e rendendo più forte Jackie. Esistono poi dei cuori speciali, reperibili solo in determinate zone, che una volta divorati, sbloccano nuovi Darkling o Poteri della Tenebra (si riconoscono perché dal petto del cadavere fuoriesce del fumo nero).

## Numeri di telefono
Durante il corso del gioco è possibile reperire dei numeri telefonici scritti su dei foglietti di carta sparsi negli scenari. Chiamandoli, si sbloccheranno contenuti speciali nel menu Contenuti Extra. Esistono poi dei numeri telefonici speciali, reperibili solo in determinate zone (es. scritti su lavagne, muri, cartelloni, ecc.). Chiamandoli, si sbloccheranno contenuti speciali aggiuntivi nel menu Contenuti Extra.

## Critica e accoglienza
Il gioco ha ricevuto critiche positive.
Multiplayer.it si pronuncia per un 8.3 (contro l'8.7 dei lettori) ed esalta con entusiasmo le atmosfere da brivido e la realizzazione tecnica del gioco, mentre spende parole negative per la poca longevità, l'intelligenza artificiale dei nemici bassa e il multiplayer online da rivedere.
Everyeye assegna al gioco un 8.5, lodando la trama profonda e ben narrata e i poteri della Tenebra. Tuttavia porta critiche negative alla modalità multigiocatore online e un'intelligenza artificiale un po' scarna.
Gamesurf chiude la recensione con un 8, esprimendosi decisamente a favore della storia, della giocabilità e del doppiaggio di Mike Patton nel ruolo della Tenebra, definito "ben fatto e inquietante". Stroncati, invece, la linearità del gameplay, il multiplayer online e l'intelligenza artificiale dei nemici.